# Ingo Buchelt
Ingo Buchelt (* 22. Dezember 1938 in Hindenburg O.S.) ist ein deutscher Jurist und Funktionär des Deutschen Alpenvereins (DAV).

## Leben
Er floh mit seinen Eltern aus Oberschlesien nach Werdohl im Sauerland, wo er aufwuchs. Nach dem Studium der Rechtswissenschaften an der Universität München war er als Rechtsanwalt und Richter in München tätig. Daneben wirkte er auch am Landgericht Kempten, wo er zuletzt Vorsitzender Richter war.
Als Student wurde Buchelt Mitglied in der Sektion Lüdenscheid, später wechselte zur Sektion Memmingen. Seit 1984 ist er Mitglied der Sektion Allgäu-Kempten. Seit den 1970er Jahren erwarb er sich Verdienste im Ausbildungsbereich des DAV. Von 1989 bis 1996 war er Mitglied des DAV-Hauptausschusses und von 1996 bis 2003 dritter Vorsitzender des DAV. 2003 wurde er DAV-Vizepräsident für die Bereiche Breiten- und Spitzenbergsport. 2005 gab er diese Funktion in jüngere Hände.
Er lebt in Nesselwang.